# بينساكولا
بينساكولا (بالإنجليزية: Pensacola)‏ هي مدينة أمريكية تقع في ولاية فلوريدا. تبلغ مساحة هذه المدينة 102.7 (كم²)،ويبلغ عدد سكانها 51923 نسمة حسب إحصاء سنة 2010 م 51923.تشير إحصاءات سنة 2000م بأن الكثافة السكانية في هذه المدينة تقدر بـ(956.8) نسمة/كم2 

## توأمة
لبينساكولا اتفاقيات توأمة مع كل من:
- شيمبوتي
- كاوهسيونغ
- مقاطعة ميرافلوريس، ليما

## أعلام
- آلان جي بويندكستر
- ليف إريكسون
- روبرت زدار
- رومان رينز
- ستيفن مالوري
- ويليام هنري تشيس